# I due superpiedi quasi piatti
I due superpiedi quasi piatti (conocida como Dos contra el crimen en Hispanoamérica y Dos superpolicías en España) es una película del 1977 dirigida por Enzo Barboni y protagonizada por Terence Hill y Bud Spencer. Se trata de la novena de las 16 películas protagonizadas por la pareja.

#### Título original y traducción
La traducción aproximada de la frase del título original en italiano I due superpiedi quasi piatti al español sería: Los dos superpies casi planos.

## Sinopsis
Wilbur Walsh (Bud Spencer) y Matt Kirby (Terence Hill) son dos buscavidas que van pidiendo trabajo por los muelles de Miami (Florida). Su primer encuentro es una pelea contra Fred (Luciano Catenacci), sus matones, que controlan el puerto, y sus coches. Pensando que hacen un buen equipo, la pareja planea un robo a un pequeño supermercado. Como siempre, hacen los mínimos preparativos para el asalto y cuando irrumpen en el local, se dan cuenta de que en realidad es la Oficina de Reclutamiento de Policías y antes de que se den cuenta son alistados. Sus esfuerzos para fracasar en el curso de formación son vanos. Trabajando bajo el mando del teniente McBride (David Huddleston), los nuevos policías demuestran qué tan efectivos son sus pocos convencionales métodos.

## Reparto
- Terence Hill: Matt Kirby
- Bud Spencer: Wilbur Walsh
- David Huddleston: Capitán McBride
- Luciano Catenacci: Fred Clyne, el capo de los muelles
- Laura Gemser: Susy Lee
- Ezio Marano: gamberro en el bar
- Luciano Rossi: "Geronimo" John Philip Forsythe
- Luigi Casellato: barman
- Edy Biagetti: Vicegobernador
- Jill Flanter: Condesa Galina Kocilova
- April Clough (April Cloud): Angie Crawford
- Riccardo Pizzuti: Caracortada, hombre de Fred
- Giancarlo Bastonioni
- Claudio Ruffini: matón
- Roberto Messina: hombre de Fred
- Rocco Lerro: gamberro en el bar
- Roberto Dell'Acqua
- Sergio Ukmar (Giovanni Ukmar)
- Duilio Olmi: matón
- Emilio Delle Piane: Pierre, el mayordomo
- Fortunato Arena: guardián de la bolera
- Ottaviano Dell'Acqua: hombre de Geronimo
- Omero Capanna
- William Conroy
- Vincenzo Maggio: traficante de drogas
- Alex Edlin: hombre de "Geronimo"
- Aldo Canti: hombre de  "Geronimo"
- Aaron Heyman
- Franco Ukmar: hombre de Fred
- Robert Banci: un enfermero
- John DiSanti
- Frank Nuyen: Mr. Lee
- Osiride Pevarello
- Pietro Torrisi: hombre de Fred

## Producción
La película fue filmada casi enteramente a Miami excepto por dos secuencias filmadas en Italia: una de ellas es en el interior de la villa de la "Contessa Galina", en la ficción es una residencia romana de los  Olgiata, y la escena final en la sala de bowling, que es de un local de Milán.
En una entrevista del programa televisivo Stracult del 2003 dedicada a la carrera cinematográfica de Spencer y Hill, hablando de la producción de la película, Bud Spencer reveló que mientras él y Hill estaban grabando una escena de la película (con auto, armas y divisas auténticas de la policía americana), dejaron encendida la radio de la policía, y escucharon que el mando estaba advirtiendo que dos falsos policías, armados, estaban rondando en Miami con una verdadera auto de la policía. Los dos entendieron que se estaba hablando de ellos, y salieron del auto con las manos levantadas antes de que llegaran las verdaderas patrullas de la policía, por temor a que pudieran dispararle. Esto sucedió porque la policía de Miami había dado su acuerdo a la grabación de la película, pero la producción sí misma no había especificado en cual de las calles de la ciudad y ni cómo iban a hacer las escenas.